# ريزا سانتوس
ريزا ركيل سانتوس (من مواليد 31 أغسطس 1989) ممثلة كندية ومقدمة برامج تلفزيونية وحاملة لقب ملكة جمال والتي توجت مسابقة ملكة جمال العالم في كندا لعام 2011 وملكة جمال الكون في كندا 2013. فازت بثلاثية مسابقة ملكة جمال وطنية ، شاركت في ثلاثة من مسابقات ملكات الجمال الدولية الأربعة الكبرى. تنافست وفازت بلقب ملكة جمال الأرض الكندية 2006 ، وملكة جمال كندا 2011 ، وملكة جمال كندا 2013. شاركت في مسابقة ملكة جمال الأرض لعام 2006 ، حيث حصلت على جائزة ملكة جمال الأرض فوتوجينيك 2006 ، و ملكة جمال الأرض المواهب 2006 ، و 5 جوائز خاصة. شاركت أيضًا في مسابقة ملكة جمال العالم 2011 ، حيث احتلت المركز 30 من أصل 120 متسابقة وحصلت أيضًا على المركز الرابع في مسابقة المواهب الرياضية. مثلت كندا لاحقًا في مسابقة ملكة جمال الكون 2013 في موسكو ، روسيا.

## نشأتها
ولدت سانتوس ونشأ في كالجاري، ألبرتا. هاجر والداها، رويل سانتوس وإيزابيل سانتوس، إلى كندا في السبعينيات. سانتوس من التراث المختلط: الإسبانية والصينية والفلبينية. كمدافعة عن حماية البيئة، عملت سانتوس مع الوكالة الكندية للتنمية الدولية بعد التخرج من المدرسة الثانوية. أيضًا عملت مع قوات الجيش الكندية الاحتياطية. حضر رضا الكتاب المقدس روكي ماونتين وكلية شوليتش للهندسة بجامعة كالجاري.

## فيلموغرافيا

### أفلام
| سنة  | عنوان الفيلم                           | دور            |
| ---- | -------------------------------------- | -------------- |
| 2015 | المسكنات                               | مادلين         |
| 2014 | حروب الماء                             | ارين           |
| 2008 | دوبول تروبول: لنحصل على ريدي 2 رامبول! | بوني           |
| 2008 | إيكو با رين: بونغ كا بوي!              | ملكة جمال كندا |
| 2008 | عندما يبدأ الحب                        | كريستين        |

## الروابط الخارجية
- ريزا سانتوس على موقع IMDb (الإنجليزية)
- ريزا سانتوس على موقع قاعدة بيانات الفيلم (الإنجليزية)

- ريزا سانتوس في قاعدة بيانات الأفلام على الإنترنت
- Official Site